# شهرستان هیندز (میسیسیپی)
|  |  |  |
|  |  |  |

شهرستان هایندز در جنوب‌غربی ایالت میسیسیپی، واقع در ایالات متحده آمریکا می‌باشد. جمعیت این شهرستان ۲۴۵٬۲۸۵ نفر (سال ۲۰۱۰) و وسعت آن ۲٬۲۷۱ کیلومتر مربع است. مراکز این شهرستان شهرهای جکسون و ریموند می‌باشد. شهر جکسون مرکز ایالت میسیسیپی نیز می‌باشد.